# Przysłop (Nowica)
Przysłop (dawn. Przysłóp) – przysiółek wsi Nowica w Polsce, położony w województwie małopolskim, w powiecie gorlickim, w gminie Uście Gorlickie.
Alternatywną nazwą miejscowości jest Przysłup. W latach 1975–1998 przysiółek położony był w województwie nowosądeckim.

## Zabytki
Obiekty wpisane do rejestru zabytków nieruchomych województwa małopolskiego.
- cerkiew św. Michała Archanioła.

W Przysłopiu i sąsiedniej Nowicy ludność zajmowała się wyrobem przedmiotów z drewna. Tradycja ta przetrwała do dziś i w niektórych domach można kupić drewniane łyżki.
W czasie I wojny światowej w okolicach sąsiedniej Magury Małastowskiej toczyły się walki wojsk rosyjskich, austro-węgierskich i niemieckich. Pozostałością są cmentarze wojenne. W okolicy Przysłopu zlokalizowane są trzy. Najbliższy Cmentarz wojenny nr 59 zlokalizowany jest około kilometra na pn.-wsch od centrum wsi. Dwa kolejne znajdują się odpowiednio na szczycie Magury Małastowskiej (nr 58) i na Przełęczy Małastowskiej (nr 60).